# Пастернак Назарій Мирославович
Наза́рій Миросла́вович Пастерна́к — майор Збройних сил України.
Станом на березень 2017-го — заступник командира загону — командир групи інструкторів, Північне оперативно-територіальне об'єднання НГУ.

## Нагороди
За особисту мужність і героїзм, виявлені у захисті державного суверенітету та територіальної цілісності України, вірність військовій присязі під час російсько-української війни
- нагороджений орденом «За мужність» III ступеня (25.3.2015).